# 小行星8200
小行星8200（英語：8200 Souten）是一颗围绕太阳公转的小行星。1994年1月7日，平沢正規、鈴木正平在Nyukasa发现了此天体。
这颗小行星的绝对星等为296.7378843478103等。